# Dorothea Brandt
Dorothea Brandt, född 5 mars 1984, är en tysk simmare. 
Brandt tävlade för Tyskland vid olympiska sommarspelen 2004 i Aten, där hon blev utslagen i semifinalen på 50 meter frisim.
Vid olympiska sommarspelen 2016 i Rio de Janeiro blev Brandt utslagen i semifinalen på 50 meter frisim.